# Saint-Pardoux-du-Breuil
Saint-Pardoux-du-Breuil é uma comuna francesa na região administrativa da Nova Aquitânia, no departamento Lot-et-Garonne. Estende-se por uma área de 7,29 km². Em 2010 a comuna tinha 630 habitantes (densidade: 86,4 hab./km²).